# ISO 80000-2
ISO 80000-2:2019 は、数学記号について定義している国際規格である。国際標準化機構 (ISO) と国際電気標準会議 (IEC) が共同で発行している ISO/IEC 80000 の一部として、ISO によって2009年に発行され、2019年に改訂された。
ISO 80000-2 は、それまでの数学記号についての規格であった ISO 31-11 を置き替えるものである。
日本工業規格 (JIS) では2022年に制定された JIS Z 8000-2:2022 が相当する。これに伴い、それまで ISO 80000-2 に相当する部分を担ってきた JIS Z 8201:1981 は廃止された。

## 内容
ISO 80000-2は以下の章からなる。3章は記号の使い方の説明で、4章から19章に数学記号を列挙している。
- 序文 (Foreword)
- 0 導入 (Introduction)
- 1 適用範囲 (Scope)
- 2 引用規格 (Normative references)
- 3 変数・関数・演算子 (Variables, functions, and operators)
- 4 数理論理学 (Mathematical logic)
- 5 集合 (Sets)
- 6 標準的な数の集合と区間 (Standard number sets and intervals)
- 7 その他の符号・記号 (Miscellaneous signs and symbols)
- 8 初等幾何学 (Elementary geometry)
- 9 演算子 (Operations)
- 10 組合せ (Combinatorics)
- 11 関数 (Functions)
- 12 指数関数・対数関数 (Exponential and logarithmic functions)
- 13 円関数・双曲線関数 (Circular and hyperbolic functions)
- 14 複素数 (Complex numbers)
- 15 行列 (Matrices)
- 16 座標系 (Coordinate systems)
- 17 スカラー・ベクトル・テンソル (Scalars, vectors, and tensors)
- 18 写像 (Transforms)
- 19 特殊関数 (Special functions)
- 附属書 A（規定）記号使用の明確化 (Clarification of the symbols used)

## 適用範囲
ISO 80000-2 は、数学記号についての一般的な情報と、その意味（通常の言葉による等価な文）を提示している。自然科学や技術において使用されることを想定しているが、数学が用いられるそれ以外の分野にも適用できる。

## 附属書 A 記号使用の明確化
本規格に掲載された数学記号のISO/IEC 10646（Unicodeと概ね互換）における文字コードおよび記号名称が列挙されている。本附属書は規格の一部である。